# Star Trek: Voyager - Elite Force
Star Trek: Voyager - Elite Force est un jeu de tir à la première personne développé par Raven Software, publié par Activision le 18 septembre 2000 sur PC et basé sur l'univers de Star Trek.
Elite Force est basé sur le moteur de Quake 3 et résulte de la collaboration entre Raven Software et id Software, collaboration établie à travers de très nombreux jeux comme Heretic, Hexen, Take No Prisoners ou encore Soldier of Fortune et MageSlayer. Le moteur id Tech 3 prend en charge les cartes accélératrices 3D via OpenGL. Au niveau des sons, il peut mixter 96 pistes avec gestion de la spatialisation et de l'effet Doppler.
Une extension nommé Star Trek Voyager: Elite Force Extension, également développé par Raven Software et distribué par Activision, est sorti en mai 2001 aux États-Unis. Cette extension inclus 4 nouvelles mission pour le jeu en solitaire et 22 nouveaux niveaux pour le jeu en réseau.
Star Trek: Elite Force 2, une suite développée par Ritual Entertainment, est sortie le 20 juin 2003.

## Accueil
- Jeux vidéo Magazine : 6/20[1]